# Daniel Mio
Pour les articles homonymes, voir Mio.
Daniel Mio , né le 12 mai 1941 à Somain et mort le 23 septembre 2021 à Lille, est un enseignant et homme politique français, connu pour la reconversion du terril no 144, Rieulay, en base de loisirs et le développement du parc naturel régional Scarpe-Escaut.

## Biographie
Daniel Charles Mio naît le 12 mai 1941 à Somain, dans le département du Nord. Son grand-père est mineur et son père est chef de gare. Il est scolarisé à l'école normale d'instituteurs de Douai entre 1956 et 1960 et réussit en 1961 son examen de maître des collèges d'enseignement général. Il réalise son service militaire dans la cavalerie à Saumur entre 1962 et 1964 puis est ensuite maître en CEG puis professeur de mathématiques au collège Victor-Hugo de Somain.
Il s'installe à Rieulay en 1966, y devient conseiller municipal en 1971 puis maire à la suite des élections de 1977. Il se montre très actif dans la requalification du terril no 144 qui au cours de son exploitation est transformé petit à petit en base de loisirs, la base des Argales. Il œuvre pour que ce qui est aujourd'hui le parc naturel régional Scarpe-Escaut s'étende et accueille des communes de l'arrondissement de Douai en 1986. Il est conseiller régional du Nord-Pas-de-Calais de 1982 à 1992 et de 1997 à 2004. Il devient président du parc naturel régional Scarpe-Escaut en 1989.

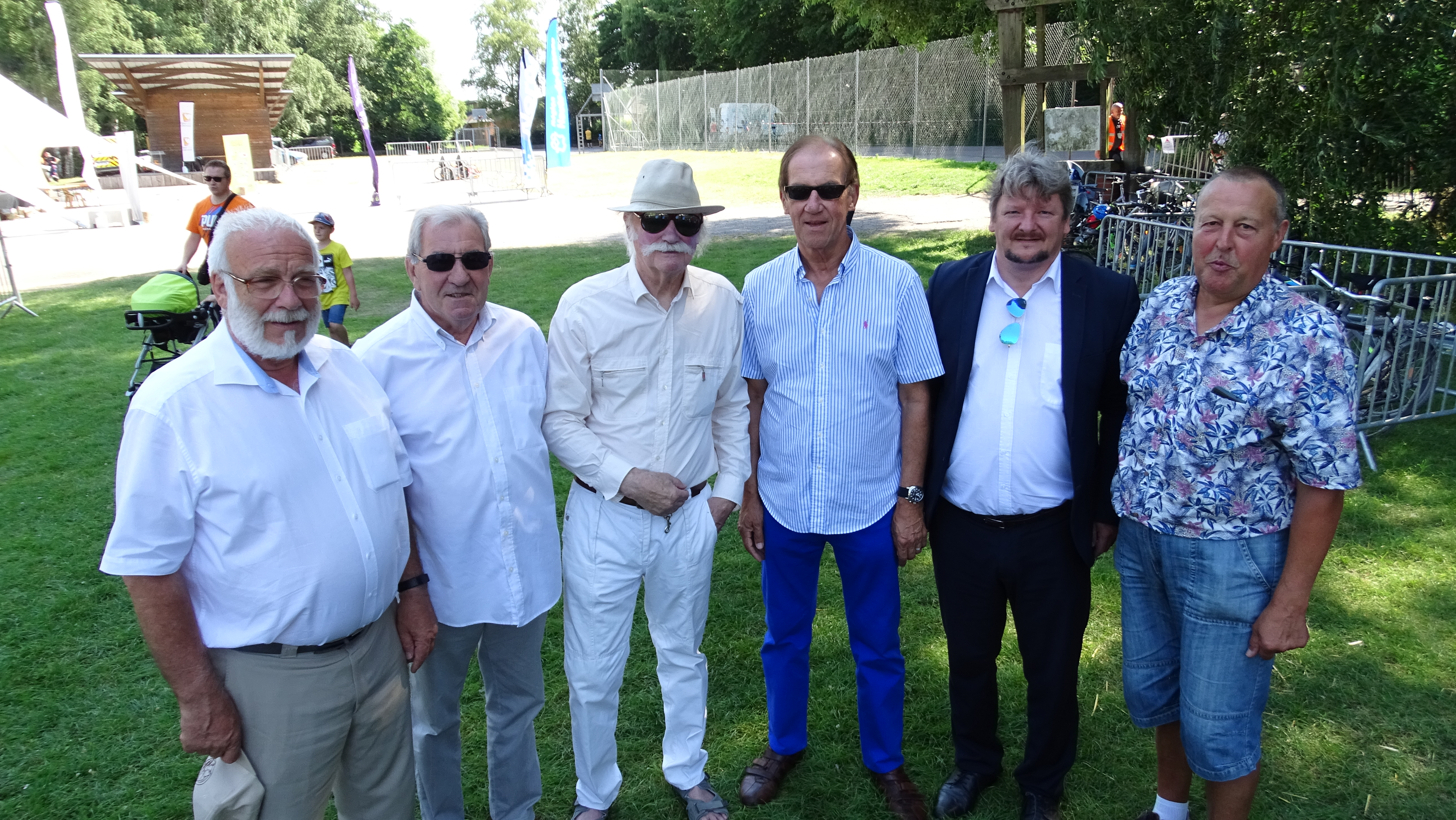
Marc Delécluse (maire de Rieulay), Jean Savary (maire de Monchecourt), Daniel Mio, Marc Hémez (maire d'Aniche) et Frédéric Delannoy (maire d'Hornaing) lors de la première fête des Argales le 1er juillet 2018 à Rieulay

Il démissionne de son mandat de maire de Rieulay en 2006, Laurent Houllier le remplace. Il est président du centre historique minier de Lewarde jusqu’en 2008, après neuf ans de mandat, et président du parc naturel régional Scarpe-Escaut jusqu'en décembre 2012, élu et réélu à huit reprises. Érick Charton, conseiller général du canton de Douai-Nord-Est, et maire de Raimbeaucourt jusqu'en mars 2008, lui succède. Il devient officier de l'ordre national du Mérite en 2013.
Il meurt le 23 septembre 2021 à Lille. Ses funérailles ont lieu le 28 septembre en l'église Saint-Amand, la crémation a ensuite lieu au crématorium d'Orchies.
Ses cendres sont par la suite déposées au cimetière de Rieulay, au colombarium.